# Harsiotef
Harsiotef (Horus Filho de seu pai) foi o Vigésimo Quarto Rei da Dinastia Napata do Reino de Cuxe que governou de 404 a 369 a.C., foi o sucessor de seu tio Baskakeren. Após seu entronamento recebeu seu nome real, Nedjnetjeru ("Quem procura o conselho dos Deuses") , além desse recebeu como nome de Hórus Kanacht-Chaemnepet ("Grande Touro que aparece em Napata"); como nome de Hórus de Ouro Uftikhesutnebut ("Subjugador de todas as Terras do Deserto") e como  nome do Filho de Ámon-Rá Sameryamun ("Amado filho de Ámon") 

## Histórico
Harsiotef era filho da rainha Atasamale  como rei Amanineteyerike . Ele se casou com a rainha Batahaliye com quem teve o futuro rei Akhraten  e a futura rainha Sakhmakh, que se tornará esposa de Nastasen e teve outra esposa chamada Rainha Pelkha com quem teve o futuro rei Nastasen.
Harsiotef já era general dos exércitos de Cuxe durante o reinado de seu pai, que tinha de enfrentar rebeliões constantes nômades Meded e apoiou ativamente a rebelião que eclodiu em torno de 414 a. C. no Alto Egito contra a dominação persa, e continuou a ter esse papel durante o governo de seu tio.
Harsiotef deixou uma inscrição datada do trigésimo terceiro ano de reinado , listando as batalhas de sua bem sucedida campanha a leste de seu reino contra uma cidade chamada Habasa , cujos habitantes se chamavam Matit. Como resultado de sua vitória, os Matit concordaram em pagar tributo a ele.
O nome deste lugar pode ser o mais antigo uso da palavra Habesha, a base etimológica para "Abissínia", o único texto anterior que pode se referir ao termo é a menção de um povo de Punt vivendo em regiões produtoras de incenso chamado ḫbstjw durante o tempo da Rainha Hatexepsute.
Harsiotef morreu em 369 a.C. nos seus 35 anos de governo e foi enterrado em uma pirâmide em Nuri (Nu. 13). E foi sucedido por seu filho com Batahaliye até este ser sucedido por seu outro filho Akhraten em 350 a.C.